# مجتبى محرمي
مجتبى محرمي (مواليد 16 أبريل 1965) هو لاعب كرة قدم إيراني سابق ومدرب حالياً. يشرف على تدريب الفريق الاحتياطي لنادي برسبوليس.
ظهر في 37 مباراة بقميص المنتخب الإيراني.

## روابط خارجية
- مجتبى محرمي على موقع قاعدة بيانات كرة القدم.إي يو (الإنجليزية)
- مجتبى محرمي على موقع ناشيونال فوتبول تيمز (الإنجليزية)